# Аарон Леннон
А́арон Джа́стін Ле́ннон (англ. Aaron Justin Lennon; нар. 16 квітня 1987, Лідс, Англія) — колишній англійський футболіст, що виступав на позиції вінгера.

## Клубна кар'єра

### «Лідс Юнайтед»
Леннон почав свою професійну кар'єру в «Лідс Юнайтед», у складі якого він став наймолодшим гравцем Прем'єр-ліги, дебютувавши в ній у віці 16 років і 129 днів в матчі проти своєї майбутньої команди «Тоттенгем Готспур». У тому матчі його команда програла «шпорами» з рахунком 2:1 на «Вайт Гарт Лейн». Дуже довго він намагався пробитися з молодіжної академії «Лідса» в основний склад. 2001 року Леннон встановив рекорд як наймолодший гравець, який уклав спонсорський контракт на постачання бутс з компанією Adidas. На той момент йому було всього 14 років.

### «Тоттенгем Готспур»
Коли в «Лідсі» почалися фінансові проблеми, Леннон був проданий в «Тоттенгем Готспур» за £ 1 млн у червні 2005 року . Дебютував він через пару місяців у серпні в грі проти «Челсі» («шпори» програли). 16 березня 2006 року Леннон забив свій перший гол у Прем'єр-лізі в матчі проти «Бірмінгему» (2:0) у другій половині тайму на стадіоні «Сент-Ендрюс». Він був номінований на звання найкращого молодого гравця року в сезоні 2005/06, але програв Вейну Руні. 28 березня Леннон продовжив контракт з «Тоттенхемом» до 2010 року.
У сезоні 2006/07 Леннон був знову номінований звання найкращого молодого гравця року, але зайняв третє місце, поступившись Кріштіану Роналду з «Манчестер Юнайтед» і Сеску Фабрегасу з «Арсеналу». Леннон підписав новий контракт на п'ять з половиною років і щотижневою зарплатою в £ 20 000 8 січня 2007 року . 
Станом на 9 жовтня 2014 року заробітна плата гравця становила £ 55 000 щотижня + бонуси.

### «Евертон»
2 лютого 2015 року гравця було віддано до кінця сезону в оренду до «Евертона». Дебютував за «ірисок» 7 лютого, вийшовши на заміну в Мерсісайдському дербі проти «Ліверпуля». 22 березня забив перший гол у складі «Евертона», допомігши перемогти «Квінз Парк Рейнджерс» з рахунком 2–1.
На початку сезону 2015–16 повернувся до «Тоттенгема», однак там не отримав там ігрового номера та тренувався з молодіжною командою. 1 вересня 2015 року підписав повноцінну угоду з «Евертоном» строком на три роки.

### «Бернлі» і «Кайсеріспор»
23 січня 2018 року Леннон перейшов до стану «Бернлі», підписавши контракт на два з половиною роки.
2 вересня 2020 приєднався до складу турецького «Кайсеріспора».
Після закінчення контракту, в серпні 2021 повернувся до «Бернлі».
15 листопада 2022 року оголосив про завершення кар'єри.

## Кар'єра в збірній
Леннон був викликаний до молодіжної збірної Англії в жовтні 2005 року, а 8 травня 2006 року був заявлено до складу першої збірної Англії на чемпіонат світу 2006 року.
Він був названий найкращим гравцем матчу в протистоянні другої збірної Англії з Білоруссю 25 травня 2006 року, в якому Англія програла з рахунком 2:1 на стадіоні «Мадейський» в Редінгу. Дебют Леннона за основний склад збірної Англії відбувся в другому таймі матчу з Ямайкою, 2 червня, в якому Англія перемогла з рахунком 6:0.
Леннон вийшов на заміну в грі в другій груповій стадії чемпіонату світу 2006 року проти Тринідаду і Тобаго. Після його появи на полі разом з Вейном Руні Англія забила 2 голи і перемогла з рахунком 2:0. Серед уболівальників з'явилась думка, що він незабаром витіснить Девіда Бекхема з його правого флангу . Леннон також вийшов грати в чвертьфіналі проти Португалії після травми Бекхема. До кінця матчу він був замінений на Джеймі Каррагера перед серією пенальті, в якій Англія програли з рахунком 3:1 (Каррагер промахнувся).
Леннон також вийшов на заміну в матчі проти Андорри у відбірковій матчі до чемпіонату Європи 2008, де допоміг забити Пітеру Краучу його другий гол у матчі.
Свій перший матч у стартовому складі збірної Англії Леннон провів 24 березня 2007 року в матчі проти збірної Ізраїлю.
Леннон потрапив до списку 23-х футболістів збірної, які були включені до заявки на Чемпіонат світу 2010 року. На турнірі Аарон зіграв у перших двох матчах збірної: у нічиїх 1–1 проти США та 0–0 проти Алжиру.

## Досягнення
- Володар Кубка англійської ліги:

«Тоттенгем Готспур»: 2007-08